# ZF Ecomat
ZF Ecomat – seria automatycznych skrzyni biegów produkcji ZF Friedrichshafen, zaprojektowana przede wszystkim z myślą o autobusach miejskich. Seria Ecomat posiada kilka generacji, w różnych wariantach.

## Współczynniki przełożeń

### Ecomat I (1980–1985)
| Numer biegu              | 1      | 2    | 3    | 4    | 5            | R    |
| ------------------------ | ------ | ---- | ---- | ---- | ------------ | ---- |
| Współczynnik przełożenia | 2,81:1 | 1,84 | 1,36 | 1,00 | 0,80 (opcja) | 4,84 |

### Ecomat I/II/IV (1985–nadal)
| Numer biegu              | 1    | 2    | 3    | 4    | 5            | 6            | R    |
| ------------------------ | ---- | ---- | ---- | ---- | ------------ | ------------ | ---- |
| Współczynnik przełożenia | 3.43 | 2.01 | 1.42 | 1.00 | 0.83 (opcja) | 0.59 (opcja) | 4.84 |

## Generacje skrzyń Ecomat

### Ecomat (1980-2002)
- 4HP500 / 5HP500 / 6HP500 - cztero-, pięcio- lub sześciobiegowe skrzynie automatyczne, maksymalny wejściowy moment siły – 1100 Nm
- 4HP590 / 5HP590 / 6HP590 - cztero-, pięcio- lub sześciobiegowe skrzynie automatyczne, maksymalny wejściowy moment siły – 1250 Nm
- 4HP600 / 5HP600 / 6HP600 - cztero-, pięcio- lub sześciobiegowe skrzynie automatyczne, maksymalny wejściowy moment siły – 1400 Nm

### Ecomat II (1997-2007)
- 4HP502 / 5HP502 / 6HP502 — cztero-, pięcio- lub sześciobiegowe skrzynie automatyczne, maksymalny wejściowy moment siły – 1100 Nm
- 4HP592 / 5HP592 / 6HP592 — cztero-, pięcio- lub sześciobiegowe skrzynie automatyczne, maksymalny wejściowy moment siły – 1250 Nm
- 4HP602 / 5HP602 / 6HP602 — cztero-, pięcio- lub sześciobiegowe skrzynie automatyczne, maksymalny wejściowy moment siły – 1600 Nm

### Ecomat IV (2006-nadal)
- 5HP504 - pięciobiegowa skrzynia automatyczna dla lżejszych autobusów - do 13 ton; maksymalny wejściowy moment siły – 850 Nm
- 5HP504 / 6HP504 — pięcio- lub sześciobiegowe skrzynie automatyczne, maksymalny wejściowy moment siły – 1100 Nm
- 5HP594 / 6HP594 — pięcio- lub sześciobiegowe skrzynie automatyczne, maksymalny wejściowy moment siły – 1250 Nm
- 5HP604 / 6HP604 — pięcio- lub sześciobiegowe skrzynie automatyczne, maksymalny wejściowy moment siły – 1750 Nm

## Wykorzystanie w autobusach miejskich
Poniżej znajduje się kilka przykładowych modeli autobusów miejskich, w których zastosowano skrzynie ZF Ecomat.
- MAN EL 2x2
- MAN EL 283
- MAN NM xx2
- MAN NM 223
- MAN NL 2x2
- MAN NL xx3
- MAN NL 313-15
- MAN NÜ xx3
- MAN NG xx2
- MAN NG 313
- MAN Lion’s City M
- MAN Lion’s City
- MAN Lion’s City LL
- MAN Lion’s City G
- MAZ 203
- MAZ 205
- MAZ 206
- MAZ 215
- Mercedes-Benz O345
- Mercedes-Benz O405
- Mercedes-Benz O405G
- Mercedes-Benz O405N
- Mercedes-Benz O405N2
- Mercedes-Benz O405GN2
- Mercedes-Benz O530
- Mercedes-Benz O530G
- Neoplan N4007
- Neoplan N4009
- Neoplan N4010
- Neoplan N4011
- Neoplan N4014
- Neoplan N4016
- Neoplan N4020
- Neoplan N4021
- Neoplan N4407
- Neoplan N4411
- Neoplan K4010TD
- Neoplan K4016td
- Jelcz PR110MM
- Jelcz 120M
- Jelcz 120MM
- Jelcz 120MM/1
- Jelcz 120MM/2
- Jelcz 120M/3
- Jelcz M121M
- Jelcz M121MB
- Jelcz M122
- Jelcz M125M
- Jelcz M125M/4 CNG
- Jelcz M180/B10M
- Jelcz M181M
- Jelcz M181MB
- Jelcz M182MB
- Autosan A844MN Stokrotka
- Ikarus 260
- Ikarus 280
- Ikarus 411
- Ikarus 412
- Ikarus 415
- Ikarus 417
- Ikarus 435
- Irisbus Agora 12M
- Irisbus Citelis 12
- Irisbus Citelis 18 CNG
- Irisbus Crossway Low Entry
- Volvo B10BLE
- Volvo B10L
- Volvo B10LA
- Volvo B10M
- Volvo 7000
- Volvo 7000A
- Volvo 7700
- Volvo 7700A
- Scania CN113CLL
- Scania Castrosua N94UA6x2
- Scania CL94UB
- Scania CN94UB
- Scania CN94UA
- Scania CN270UB
- Scania CN280UA
- SOR NB 12
- SOR NB 18
- SOR NC 18
- Solaris Alpino
- Solaris Urbino 10
- Solaris Urbino 12
- Solaris Urbino 15
- Solaris Urbino 18